# Epigryon audax
Epigryon audax är en stekelart som beskrevs av Lubomir Masner 1980. Epigryon audax ingår i släktet Epigryon och familjen Scelionidae. Inga underarter finns listade i Catalogue of Life.